# Noisettes
I Noisettes (a volte scritto NOISEttes per sottolineare la differenza di pronuncia dalla parola francese) sono un gruppo musicale indie rock londinese, composto dalla cantante e bassista Shingai Shoniwa, il chitarrista Dan Smith e il batterista Jamie Morrison. La band ha raggiunto il successo con il singolo Don't Upset the Rhythm (Go Baby Go), che ha raggiunto la posizione 2 nella Official Singles Chart nella primavera del 2009.
Il nome si basa sul gioco di parole tra noisettes in francese e cioè nocciole, noccioline e noise= rumore o comunque suono, ancorché spiacevole, in lingua inglese.

## Storia del gruppo
La band si è formata nel 2003, quando il chitarrista Smith e la cantante Shinowa (della band Sonarfly) cominciarono a scrivere e suonare insieme, con il batterista Morrison (che in precedenza suonò con Living With Eating Disorders, Willis, Six Toes, Jaywalk Buzz tra gli altri). I tre frequentarono la BRIT School di Croydon.
I Noisettes, insieme a Paul Weller, Graham Coxon, Andy Rourke e membri dei New Young Pony Club e dei Supergrass, hanno realizzato un brano creato appositamente per raccogliere fondi a favore dei senzatetto. L'evento, in cui i musicisti coinvolti hanno eseguito anche brani propri, è stato organizzato da Pearl Lowe e si è tenuto il 2 marzo 2008 al Roundhouse di Camden Town.
All'inizio del 2009 il brano Don't Upset the Rhythm è stato usato in uno spot pubblicitario della Mazda 2. Il brano è il secondo singolo estratto dal loro secondo album Wild Young Hearts, pubblicato il 20 aprile.
Nell'estate del 2012 è stato pubblicato il nuovo album Contact.

## Discografia

### Album di studio
- 2007 - What's the Time Mr. Wolf?
- 2009 - Wild Young Hearts
- 2012 - Contact

### EP
- 2005 - Three Moods of the Noisettes
- 2006 - What's the Time Mini-Wolf?
- 2009 - London Festival '09

### Singoli
- 2006 - IWE
- 2006 - Scratch Your Name
- 2006 - Don't Give Up
- 2007 - Sister Rosetta (Capture the Spirit)
- 2007 - The Count of Monte Cristo
- 2008 - Wild Young Hearts
- 2009 - Don't Upset the Rhythm (Go Baby Go)
- 2009 - Never Forget You
- 2009 - Wild Young Hearts (ripubblicazione)
- 2009 - Every Now and Then
- 2010 - Saturday Night